# Rusty Santos
Rusty Santos, född 14 augusti 1979, är en amerikansk musikproducent och singer-songwriter från Fresno. Han har producerat och/eller mixat många musikalbum, bland annat Animal Collectives Sung Tongs, Panda Bears Person Pitch och Owen Palletts Heartland.